# Hacienda Santa Rosa (Costa Rica)
La Hacienda Santa Rosa es un monumento histórico nacional de Costa Rica, ubicado en la provincia de Guanacaste. Es principalmente conocida por ser el sitio donde se desarrolló la batalla de Santa Rosa, que enfrentó Costa Rica para combatir a William Walker y sus filibusteros el 20 de marzo de 1856, en el marco de la Campaña Nacional de 1856-1857. El general José Joaquín Mora Porras dirigió las tropas costarricenses a este sitio para combatir las tropas extranjeras, que estaban al mando del coronel húngaro Louis Schlessing. Actualmente, la Hacienda Santa Rosa se encuentra dentro del parque nacional Santa Rosa, en el Área de Conservación Guanacaste, y es administrada por el Sistema Nacional de Áreas de Conservación de Costa Rica.

## Ubicación
La Casona de la Hacienda Santa Rosa se encuentra ubicada en el cantón de La Cruz en la provincia de Guanacaste, al norte de Costa Rica, a 35 km de la ciudad de Liberia, cabecera de la provincia, y 270 km de la capital del país, San José. Parte de la Hacienda Santa Rosa es también compartida con el cantón de Liberia.

## Historia
Santa Rosa fue una de las haciendas más grandes y antiguas del país, desde 1663 se tienen datos de su existencia como sitio donde a través de los años y hasta 1966 se desarrollaron actividades agrícolas y ganaderas.
La Hacienda Santa Rosa se consideró desde mediados del siglo XVIII como una de las más importantes de la región guanacasteca, por su extensión y recursos con que contaba. En 1663 se hace por primera vez la medición general de lo que serían los terrenos de la Hacienda Santa Rosa, esto a solicitud de don Juan Martín de Villa Faña, él cual había pedido esas tierras a la Corona de España. Se ubican cerca de la Casona los corrales de piedra, construidos en el año de 1700 (aproximadamente), en ellos se puede observar aún el bramadero, y siguiendo hacia el sur el baño de inmersión, en el cual bañaban y curaban al ganado. Posteriormente, los terrenos se valoraron y fueron traspasadas al alférez don Joseph de Rivas en 1736.
La hacienda fue fundada entre los años 1740 y 1750. Su nombre es antiguo, pues se le menciona ya en 1751. En aquel entonces Santa Rosa y El Pelón pertenecían a un mismo propietario, el capitán Juan Antonio Santos de San Pedro, en sus terrenos pastaban 1500 reses y anualmente se herraban por ahí de treinta mulas y ciento treinta potros. Las labores de hacienda consistían en el cultivo del maíz y la fabricación de quesos.
La Casona de la Hacienda Santa Rosa fue construida hacia 1750, ya que en los protocolos se le comienza a mencionar a partir de 1751, siendo su primer propietario el capitán español Juan Santos de San Pedro.
A principios del siglo XIX, los descendientes del capitán Santos de San Pedro vendieron las haciendas, adquiriendo la de Santa Rosa un sacerdote rico asentado en Liberia, quien habitaba la casona sólo los fines de semana, haciendo erigir un oratorio al final del corredor del lado norte, hacia el este, donde oficiaba misa dominical para todos los vecinos de las demás haciendas. A mediados de la década de 1830 Santa Rosa fue adquirida por don Agustín Gutiérrez y Lizaurzábal, quien era suegro del general José Joaquín Mora Porras, comandante en jefe del ejército expedicionario durante la Campaña Nacional de 1856-1857 y de la batalla librada en la Hacienda Santa Rosa, la cual conocía perfectamente.
En el año 1849 los hijos de don Agustín Gutiérrez venden la hacienda al hacendado cartaginés don Ramón Gómez, quien era su propietario al momento de la invasión filibustera el 20 de marzo de 1856.  La familia Gómez mantuvo la propiedad hasta inicios de los años 1890, cuando la venden, procediendo los nuevos dueños, la familia Barrios Sacaza, a demoler la antigua casona para levantar otra sobre los mismos basamentos de cal y canto, ampliando la casa y dándole el diseño que tiene actualmente, conservándose hasta nuestros días como elementos originales de la batalla de 1856 las gradas de piedra, los basamentos, los muros de piedra que forman los corrales laterales a la casa, los caminos y los parajes boscosos aledaños.
En 1919 se construye el balcón. Su último dueño privado fue Luis Roberto Gallegos, y más recientemente el Ministerio de Cultura y el Sistema Nacional de Áreas de Conservación han sido los responsables de llevar a cabo las restauraciones necesarias para mantener el sitio histórico.

## Batalla de Santa Rosa
En el siglo XIX, Nicaragua atravesaba por problemas políticos, situación aprovechada por William Walker, estadounidense, con tendencias esclavistas, quien ofrece en Nicaragua su ayuda para solucionar los problemas logrando establecerse en ese país; sus verdaderas intenciones eran conquistar las cinco provincias de Centroamérica.
En Costa Rica, Juan Rafael Mora Porras, Presidente de la República, adivina las intenciones de Walker y el 27 de febrero de 1856 le declara la guerra a Nicaragua y hace un llamado a los costarricenses para unirse a las armas, el cual es atendido, elevando el ejército a 9000 efectivos. El 4 de marzo se inicia la marcha desde San José hacia la Frontera Norte, dirigida por el presidente y por su hermano, el general José Joaquín Mora Porras, llegando a Liberia el 12 de marzo, donde se unen al batallón organizado en esa ciudad (Batallón de Moracia), bajo el mando de José María Cañas.
Al darse cuenta los filibusteros del movimiento que se estaba dando en el vecino país, envían tropas a cargo del coronel Schlessinger, las cuales ingresan a Costa Rica por el camino que unía Nicaragua con Liberia y que pasaba por la Hacienda Santa Rosa, sitio al cual llegaron el 19 de marzo.
Los costarricenses inician a su vez, el camino hacia Santa Rosa y el 20 de marzo armados con rifles, sables y bayonetas a las 4 de la tarde inician el ataque, rodeando a los filibusteros que se habían ubicado en la casona y en los corrales. Fue entonces cuando el capitán costarricense José María Gutiérrez cometió un error que, si bien le costó la vida y facilitó el escape de los filibusteros, preservó la casona de Santa Rosa para la historia.
Gutiérrez tenía órdenes de permanecer en una loma para cortar la salida de quienes huyeran de la casona, pero bajó a ayudar en la batalla que se libraba en los corrales. Esto permitió terminar el enfrentamiento en pocos minutos (15 minutos según reportes), y provocó que los costarricenses desistieran de la idea de incendiar la casa para desalojarla, táctica de moda en la época, pues la había aplicado el nicaragüense Enmanuel Mongalo y Rubio un año antes en Rivas, y la aplicaría pocos días después Juan Santamaría en la misma ciudad. La batalla concluyó con el triunfo de los costarricenses.

## Batallas de 1919 y 1955
En el siglo XX, Santa Rosa vuelve a ser escenario de combate. En 1919, un grupo de 800 hombres, procedentes de Nicaragua, ingresaron al país con la intención de derrocar a Federico Tinoco. Llegan a Santa Rosa el 8 de mayo y en ese sitio son derrotados por fuerzas del gobierno, quienes los obligan a regresar a Nicaragua. Este hecho es conocido con el nombre de "Revolución del Sapoá".
En 1955, bajo el primer mandato de José Figueres Ferrer, grupos solidarios a Rafael Ángel Calderón Guardia (exiliado en México tras la guerra civil de 1948) invaden el territorio costarricense desde Nicaragua, llegando a la Hacienda Santa Rosa, donde se realizan combates que resultan en la victoria del bando gubernamental.

## Parque nacional
El parque nacional Santa Rosa fue creado el 27 de marzo de 1971 con el objetivo de proteger, cuidar, y restaurar la Casona de Santa Rosa, Monumento Nacional desde el 1 de julio de 1966, y los alrededores del histórico lugar donde se dio la famosa Batalla de Santa Rosa.
Más adelante, el parque se amplió en 1980 con la adición del sector Murciélago, para lograr una mayor cobertura de protección a las especies y a la vegetación de la zona, la cual estaba siendo destruida por la ganadería y el cultivo. En 1999 fue declarado Patrimonio de la Humanidad junto con el resto del Área de Conservación Guanacaste.

## Incendio y Reconstrucción
El histórico edificio de la casona de Santa Rosa fue destruido en un 80% por un incendio provocado por cazadores furtivos nicaragüenses el 9 de mayo de 2001, en una aparente venganza contra los guardaparques por lo que tuvo que ser reconstruida, labor que costó aproximadamente ₡200 millones ($400 000 al tipo de cambio actual). La reinauguración del monumento fue el 20 de marzo de 2002 en medio de la celebración por el 146 Aniversario de la Batalla de Santa Rosa.

## Galería

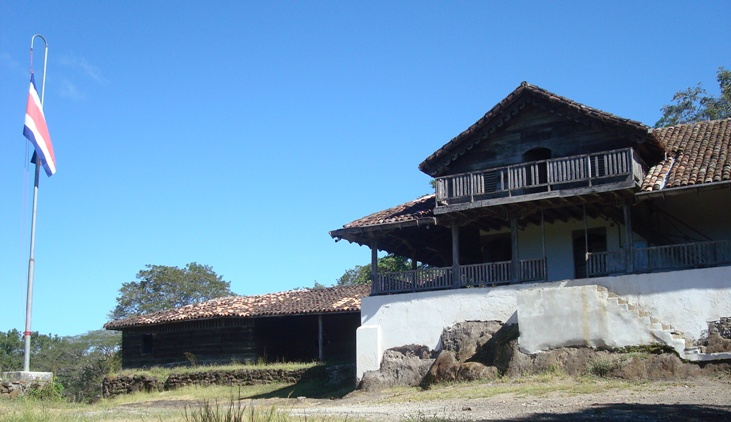
Casona de Santa Rosa.
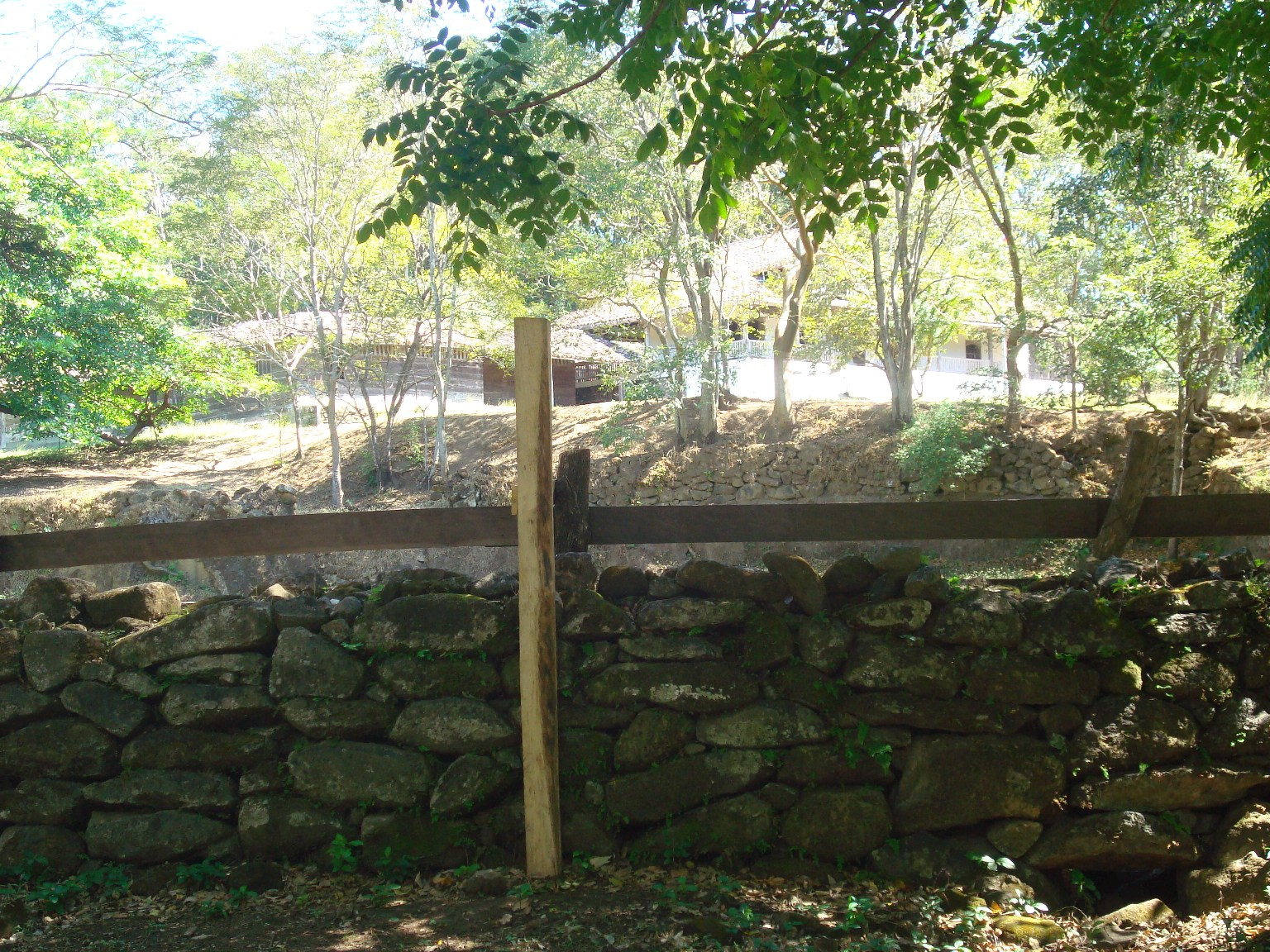
Corrales de piedra.
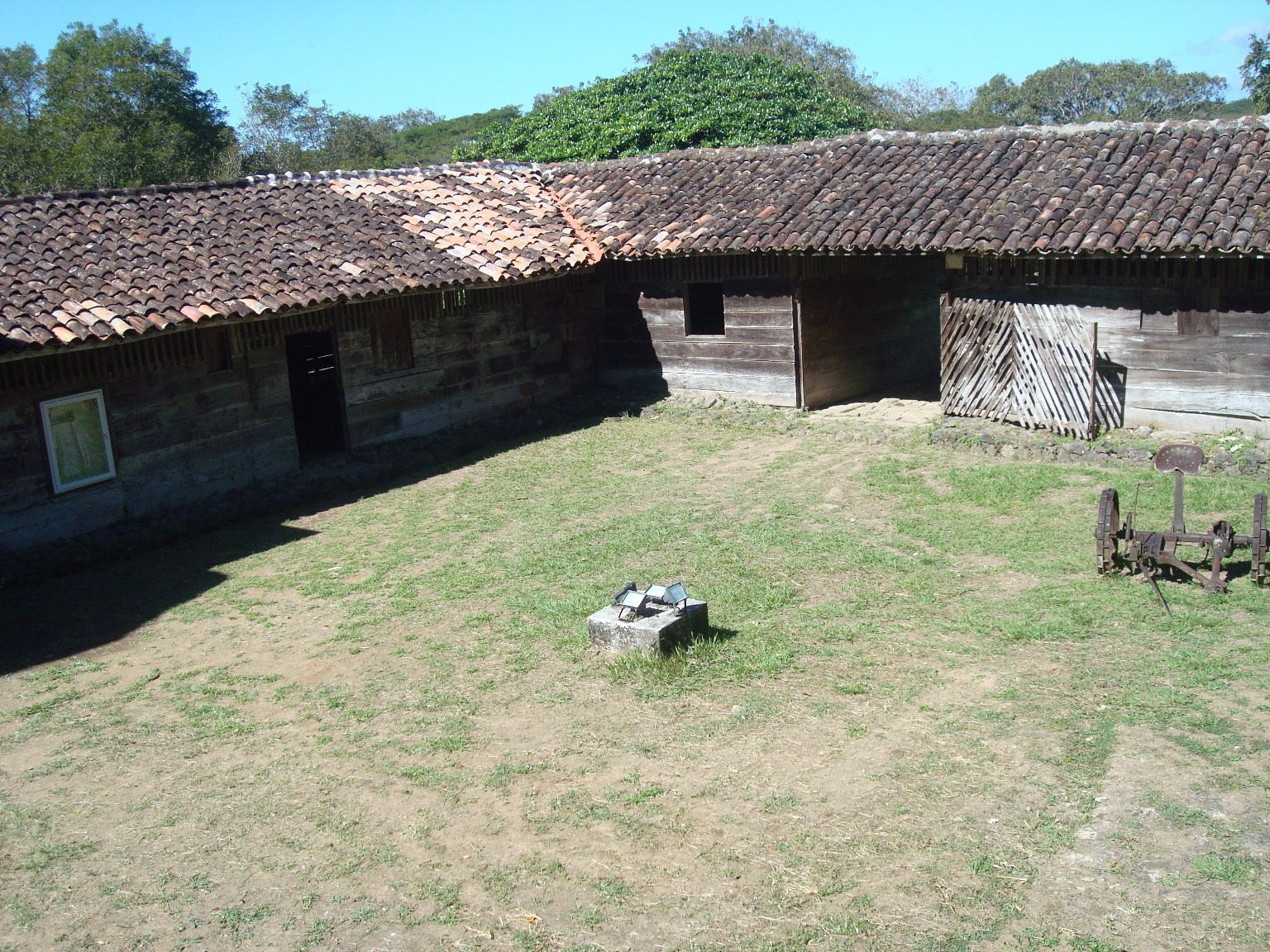
Patio interior de la casona.
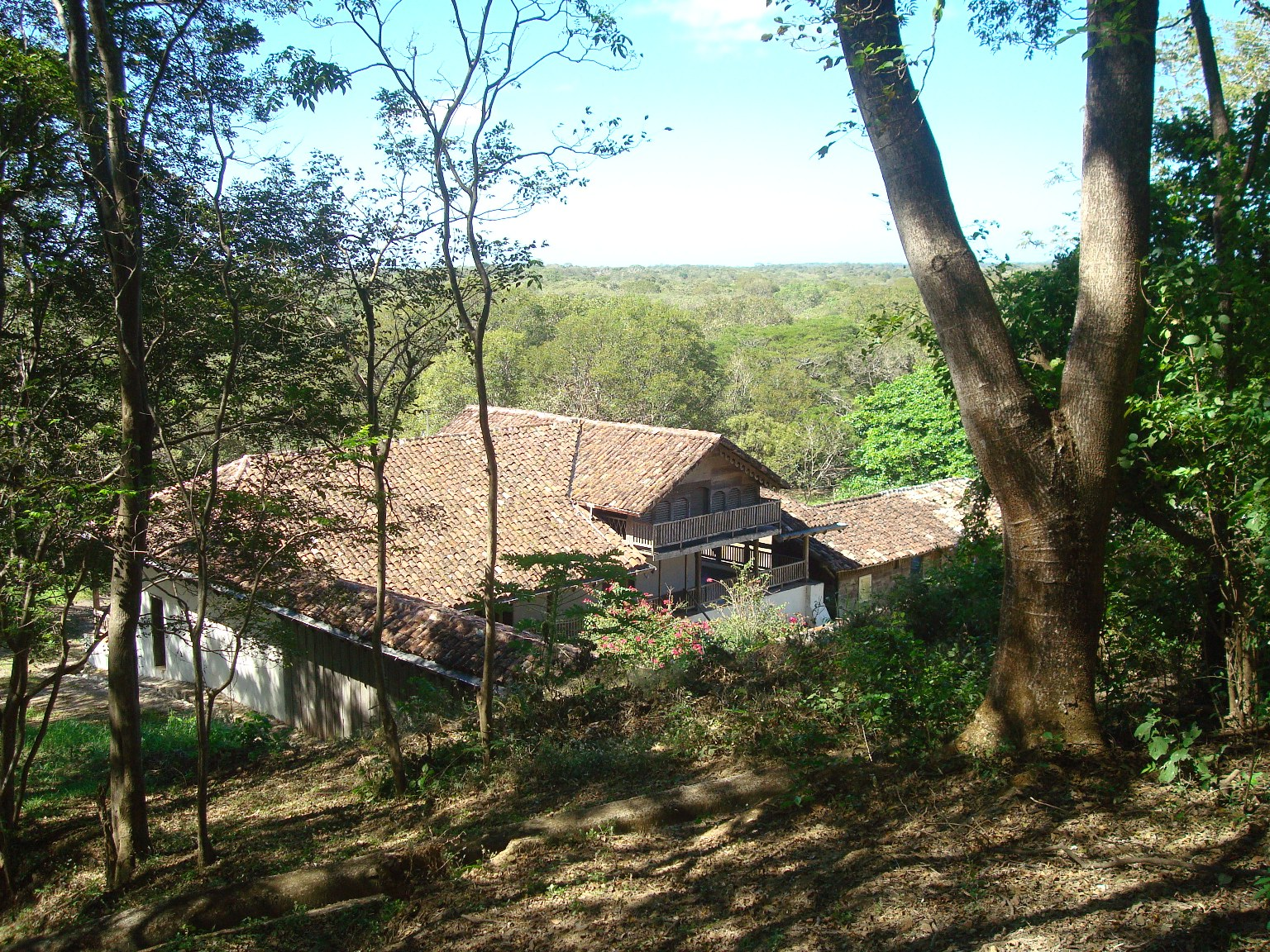
Exteriores de la hacienda.